# Una escuela en Cerro Hueso
Una escuela en Cerro Hueso és una pel·lícula documental argentina del 2021 dirigida per Betania Cappato.
La cinta va ser nominada a millor opera prima en la 71a edició dels Premis Cóndor de Plata.

## Argument
Després de nombrosos rebutjos, Julia i Antonio, els pares de Ema, troben per fi un lloc segur per a la seva filla, diagnosticada d'autisme. En l'afectuosa comunitat de la nova escola primària d'una petita ciutat a la vora del riu Paraná, Ema pot observar tranquil·lament i explorar el món al seu propi ritme. La pel·lícula segueix atentament els petits passos d'Ema, que es converteixen en moments màgics en els quals la solidaritat es manifesta de les formes més inesperades.

## Elenc
- Mara Bestelli com Julia
- Pablo Seijo com Antonio

## Premios i nominacions
| Premi                  | Data               | Categoria          | Nominat                    | Resultat | Ref.  |
| ---------------------- | ------------------ | ------------------ | -------------------------- | -------- | ----- |
| Premis Cóndor de Plata | 22 de maig de 2023 | Millor òpera prima | Una escuela en Cerro Hueso | Nominat  | [ 3 ] |

- 2021 : Menció especial Generation Kplus al 71è Festival Internacional de Cinema de Berlín[4]